# 弘時
弘時（穆麟德轉寫：hung ši；1704年3月18日—1727年9月20日），愛新覺羅氏，是清朝雍正帝第三子，乾隆帝的兄長，母親齊妃李氏是知府李文輝之女。

## 生平
康熙四十三年二月十三日（1704年3月18日）子時出生。
弘时幼時的启蒙老师为胤禛镶白旗下的屬人何清，其心思全然不在弘时的学业上。胤禛過了近五年才察觉出何清人品上的问题，並将其斥逐了出去。胤禛继位后亦曾埋怨何清只知道嚼舌，将阿哥的书全耽误了。相比其弟弘历，弘时在政治上毫无建树，未得封爵；他又与父皇的政敌允禩过往甚密。
雍正四年二月十八日（1726年3月21日），雍正帝認為弘時品行有問題，命過繼為阿其那允禩之子嗣。弘时當時被逐出紫禁城，交由其十二叔履親王允祹监管。據載弘時年少放縱，行事不謹慎。
雍正五年八月初六日（1727年9月20日），弘時由於獲罪被革除皇室，並監禁至死，年方二十四歲。
雍正十三年十月二十四日（1735年12月7日），乾隆帝即位之後，追復弘時的宗籍。奉乾隆帝上諭：「從前三阿哥年少無知，性情放縱、行事不謹，皇考特加嚴懲以教導朕兄弟等使知儆戒。今三阿哥已故多年，朕念兄弟之誼，似應仍取入譜牒之內，著總理事務王大臣酌議具奏，欽此」。

## 争议
关于弘時之死，曾任清史館協修的历史学家唐邦治在1923年出版的《清皇室四譜》一书中提出是被雍正赐死，小说及电视连续剧《雍正王朝》采信了这个说法。
不过，更可信的说法是弘时并非为雍正所杀，而是除籍之后郁郁而终。

## 家庭

### 妻妾
- 正妻：董鄂氏，禮部滿洲尚書席爾達之女。康熙五十七年完婚[6]。乾隆時期，一直隨崇慶皇太后等雍正帝后妃居住，住過壽康宮東頭所。三福晋有时也会出现在去静安庄殡宫致祭的人员中。董鄂氏六十歲生辰和七十歲生辰，亦得到賞賜。乾隆四十年十一月初四日，壽康宮三福晉去世，享年七十三歲。
- 妾：鍾氏，鍾達之女。
- 妾：田氏。

### 子女

#### 子
- 永珅，康熙六十年七月二十日（1721年9月11日）午时生，雍正二年正月初六日（1724年1月31日）申时卒，年四岁（满2周岁）[7]。生母为鍾氏。

#### 女
- 长女，康熙六十一年九月初五日子时生，雍正五年四月十三日丑时卒。生母为董鄂氏。
- 幼女，雍正二年二月二十九日亥时生，雍正四年丙午四月二十九日巳时卒。生母为田氏。

## 影視形象
| 影視作品       | 飾演演員                       |
| 滿清十三皇朝   | 霍永富                         |
| 雍正王朝       | 韓熙明（幼年）/ 姜光宇（成年） |
| 上書房         | 史林                           |
| 才子佳人乾隆皇 | 王耀慶                         |
| 步步驚心       | 瞿澳暉                         |
| 後宮甄嬛傳     | 鄔立鵬                         |
| 延禧攻略       | 顧天天                         |
| 如懿傳         | 李解                           |